# Tazaki Tsukuru không màu và những năm tháng hành hương
Tazaki Tsukuru không màu và những năm tháng hành hương (色彩を持たない多崎つくると、彼の巡礼の年 Shikisai wo motanai Tazaki Tsukuru to, kare no junrei no toshi) là tên tiểu thuyết phát hành năm 2013 của Murakami Haruki. Đây cũng là tiểu thuyết đầu tiên trong vòng 3 năm kể từ tập cuối tiểu thuyết 1Q84 phát hành năm 2010.

## Cốt truyện
Tazaki Tsukuru có bốn người bạn thân thời cấp 3. Trong tên của họ đều có Hán tự chỉ màu sắc như "đỏ", "xanh", "trắng" và "đen". Trong tên Tazaki không có gì chỉ màu sắc nên cậu cảm thấy lạ lẫm và lo lắng. Cũng chỉ có mình cậu trong nhóm bạn đó rời bỏ quê nhà đi học một trường đại học ở Tokyo.
Rồi một ngày nọ, khi đó cậu 20 tuổi, bốn người kia bảo chấm dứt tình bạn với cậu. Không hiểu lý do vì sao, cậu cảm thấy mất mát và trở nên cô độc. Bởi thế, từ tháng 7 năm thứ hai đại học đến tháng 1 năm thứ ba, "cậu sống mà lúc nào cũng nghĩ đến chết".
Thời gian trôi đi, Tazaki đã trở thành một kỹ sư thiết kế đường ray xe lửa và đã 36 tuổi. Bề ngoài, cậu là một người đàn ông thành đạt song thực ra, sự khước từ của bốn người bạn kia đã để lại một vết sẹo không thể nào xoá được trong tâm hồn cậu. Khi tâm sự với người mình yêu về quá khứ của mình, cô gái nói "Anh phải thẳng thắn đối diện quá khứ". Bởi vậy, Tazaki quyết định thực hiện một chuyến "hành hương" kéo dài nhiều năm để đi tìm căn nguyên cho hành động của bốn người bạn của cậu 16 năm trước. Cậu luôn cảm thấy mình là một kẻ thiếu màu sắc hay nhân phẩm, sống một cuộc đời trống rỗng và phù du.

## Nhân vật
Tazaki Tsukuru (多崎つくる, たざき つくる) (tên đăng ký khai sinh là 多崎作)
Nhân vật chính của tiểu thuyết. Hiện tại đã 36 tuổi. Đang sinh sống tại Tokyo và làm việc cho một công ty đường sắt.
Akamatsu Kei (赤松慶, あかまつ けい)
Tên kanji 赤 chỉ màu đỏ.
Bạn cấp 3 của Tazaki. Đang sinh sống ở Nagoya và hiện đang là chủ một công ty chuyên về đào tạo kỹ năng nhân viên cho các doanh nghiệp.
Oumi Yoshio (青海悦夫, おうみ よしお)
Tên kanji 青 chỉ màu xanh dương.
Bạn cấp 3 của Tazaki. Đang sinh sống ở Nagoya và hiện đang buôn bán xe ô tô.
Shirane Yuzuki (白根柚木, しらね ゆずき)
Tên kanji 白 chỉ màu trắng.
Bạn cấp 3 của Tazaki. Sinh sống ở Hamamatsu và là giáo viên dạy piano.
Eri Chrono Haatainen (エリ・クロノ・ハアタイネン) / Kuruno Eri (黒埜 恵里, くろの えり)
Tên kanji 黒 chỉ màu đen.
Bạn cấp 3 của Tazaki. Đang sinh sống ở Phần Lan và đã kết hôn với một người đàn ông từng đến Nhật Bản từ Phần Lan để học làm gốm. Hiện đang sống ở Phần Lan.
Kimoto Sara (木元沙羅, きもと さら)
Bạn hiện tại của Tazaki. Nữ. Lớn hơn Tazaki 2 tuổi. Đang sinh sống ở Tokyo và làm việc cho một công ty du lịch.
Haida (灰田, はいだ)
Tên kanji 灰 có thể chỉ màu tro.
Một trong những người bạn hiếm hoi của Tsukuru ở đại học. Nhỏ hơn nhân vật chính 2 tuổi và đột ngột biến mất trước khi học kỳ mới bắt đầu.

## Quá trình sáng tác
"Kể từ một câu chuyện giống như đường trượt như '1Q84', tôi muốn viết một thứ gì đó khác đi." Murakami nhắn nhủ nhà xuất bản của mình vào tháng 2. "Nhưng tôi không biết nó sẽ như thế nào cho đến khi tôi thực sự bắt đầu xắn tay viết." Ông còn cho biết thêm: "Ban đầu tôi định viết một truyện ngắn nhưng tôi càng viết, nó tự nhiên càng dài ra. Chuyện này không thường xảy ra với tôi lắm, có lẽ là lần đầu tiên kể từ khi viết Rừng Na Uy.

## Phát hành
Tháng 2 năm 2013, ông thông báo cuốn tiểu thuyết đầu tiên trong 3 năm kể từ 1Q84 sẽ được phát hành vào tháng 4. Ngày 12 tháng 4, cuốn sách được chính thức phát hành với tên Shikisai wo motanai Tazaki Tsukuru, kare no junrei no toshi (nghĩa là Tazaki Tsukuru không màu và những năm hành hương của cậu). Bức tranh tên "Pillar of Fire" của Morris Louis được sử dụng làm hình bìa sách.
Ban đầu cuốn sách được cho in 500.000 bản nhưng với số lượng đơn đặt hàng tăng cao, Bungeishunju, nhà xuất bản cuốn sách đã phải in thêm 300.000 bản, phá kỷ lục lượng bản in đầu của bất cứ cuốn sách nào. Một tuần sau khi phát hành, nhà xuất bản đã cho in lên đến 1 triệu bản. Đây cũng là cuốn sách đầu tiên của Murakami Haruki có tên tiếng Anh chính thức Colorless Tsukuru Tazaki and His Years of Pilgrimage. Nửa sau tên cuốn sách ám chỉ bản nhạc "Years of Pilgrimage" của nhạc sĩ người Hungary, Franz Liszt. Cũng chính bản nhạc này đã góp phần thôi thúc Tazaki thực hiện cuộc "hành hương" của mình. Cũng sau khi cuốn sách phát hành, album solo của nghệ sĩ piano người Nga Lazar Berman, trong đó có chứa bản thu "Years of Pilgrimage", cũng đã cháy hàng tại Nhật. Universal Music gấp rút cho ấn hành lại album để phát hành vào ngày 15 tháng 5 năm 2013.
Khu sách Daikanyama Tsutaya ở Shibuya, Tokyo đã cho đếm ngược thời gian và bắt đầu thực hiện bán cuốn sách lúc nửa đêm trong vòng 3 tiếng đồng hồ. Trong sự kiện này, nhà phê bình văn học Fukuda Kazuya cũng có mặt để chào người đọc và nói chuyện với họ về các tác phẩm đã xuất bản của Murakami Haruki.
Tháng 5 năm 2013, Philip Gabriel, một trong các dịch giả chính của Murakami Haruki sang tiếng Anh, xác nhận rằng ông đang dịch cuốn sách này và dự kiến cuối năm 2013 sẽ hoàn thành để xuất bản năm 2014. Trong một đoạn phỏng vấn bằng e-mail, Gabriel nói: "Đây là một cuốn sách rất thực tế, như Rừng Na Uy vậy. Nó, với tôi, có vẻ nặng nề, thậm chí là u buồn hơn so với những tác phẩm khác, nhưng quan trọng nhất, là nó có triển vọng". Đồng thời trong thời gian này, một cuốn sách phi hư cấu của Murakami có tên Ozawa Seiji-san to Ongaku ni Tsuite Hanashi wo Suru (nghĩa là "Tôi nói với nhạc trưởng Ozawa Seiji về âm nhạc") (2011) cũng đang được dịch sang tiếng Anh bởi Jay Rubin.
Tại Hàn Quốc, sau cuộc tranh chấp giữa các đơn vị xuất bản lớn thì cuối cùng, Minumsa đã mua thành công bản quyền của Tazaki Tsukuru với mức giá tối thiểu ước tính 150 triệu won (khoảng 2,7 tỉ đồng).
Tại Việt Nam, cuốn sách sẽ được đơn vị chuyên phát hành sách của Murakami Haruki tại Việt Nam - Nhã Nam - phát hành và được dịch bởi Uyên Thiểm (Lương Việt Dũng). Đây sẽ là tiểu thuyết đầu tiên và là ấn phẩm thứ sáu có bản quyền (sau chùm 5 tập truyện ngắn do Nhà xuất bản Đà Nẵng phát hành năm 2006 - 2007) của Haruki được dịch từ nguyên tác tiếng Nhật sang tiếng Việt. Bản tiếng Việt được ra mắt từ cuối tháng 9 năm 2014.